# 杨球针壳
杨球针壳（学名：Phyllactinia populi）是属于白粉菌目白粉菌科球针壳属的一种真菌，寄生在杨属植物上。该种分布于中国、俄罗斯。